# Croton charaguensis
Espèce
Classification APG III (2009)
Croton charaguensis est une espèce de plantes à fleurs du genre Croton et de la famille des Euphorbiaceae, présente en Bolivie.